# 기체 원환

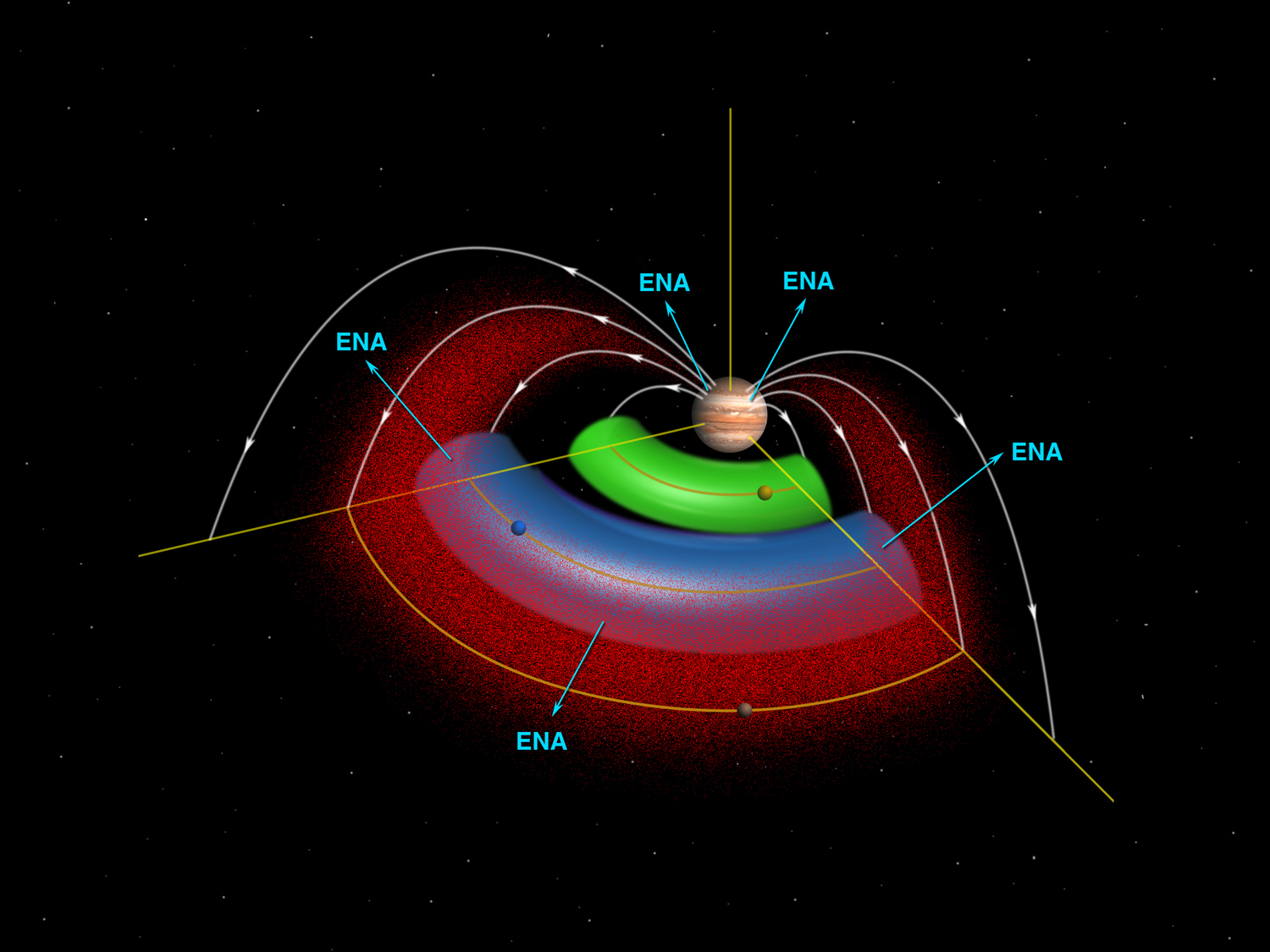
목성에서 이오(초록)와 유로파(파랑)로 인해 발생하는 기체 원환.

기체 원환 또는 가스 토러스(gas torus)는 어떠한 행성을 둘러싸는 원환체 모양의 플라스마로, 태양계에서는 보통 행성의 자기장과 위성의 대기 간의 상호작용으로 생겨난다. 가장 유명한 예시는 이오의 기체 원환으로, 화산 활동으로 생겨난 대기에서 이산화 황이 약 1초에 1톤 가량 황과 산소로 이온화되어 생겨난다. 이온화되지 않은 이산화 황은 모여 중성 원환을 형성하는데, 이 또한 이오의 궤도를 중심으로 발생한다. 하전 입자 관측에 따르면 유로파에도 중성 토러스가 발생할 가능성이 있으나, 존재한다고 하여도 이오 원환의 바깥 부분과 합쳐져 있을 것으로 추정하고 있다.
다른 예시로는 토성의 위성인 엔셀라두스가 있는데, 여기서는 산소와 수소로 이루어진 중성 원환이 만들어진다. 엔셀라두스는 이오와 달리, 이온화되지 않은 입자가 주를 이룬다.
보이저 탐사선의 탐사 이후 타이탄에도 기체 원환이 존재할 가능성이 제기되었으나, 카시니 탐사선은 원환이 존재하지 않을 가능성에 무게를 실었다. 타이탄에서 나온 중성 질소는 감지할 수 없었으며, 타이탄 궤도 주변에 있는 이온은 대다수 물에서 발생한 계열(O+, OH+, H2O+, H3O+)로, 엔셀라두스에서 유래한 것으로 볼 경우의 농도와 일치하였다.